# A magyar labdarúgó-válogatott 2010. október 8-i mérkőzése
Előző mérkőzés - Következő mérkőzés
A magyar labdarúgó-válogatott Európa-bajnoki selejtező mérkőzése San Marino ellen, 2010. október 8-án. A végeredmény 8–0 lett a magyar csapat javára.

## Előzmények
A magyar labdarúgó-válogatott a San Marino elleni mérkőzésig két Eb-selejtezőt játszott. Az elsőt a svédek ellen, idegenben. A mérkőzésen 2–0-ra nyertek a hazaiak. A következő találkozón, Moldova ellen már sikerült a javítás, a magyar csapat 2–1-re győzött. Így a harmadik forduló előtt a harmadik helyen álltak a csoportban. Korábban San Marino még sosem győzte le a magyar válogatottat.

| „                                                            | A magyar futball esetében az utóbbi időben vajmi keveset beszélhettünk kötelező győzelemről, a San Marino elleni meccs kapcsán mégis így vélekedhetünk. Reális esélyünk van a három pont megszerzésére, de fel kell készülnünk rá, hogy az ellenfél masszívan fog védekezni. Biztos vagyok benne, hogy olykor nyolc-kilenc játékosuk is a saját tizenhatosukra tömörül, nem lesz könnyű ezt a falat feltörni. | ” |
| – Egervári Sándor, a magyar válogatott szövetségi kapitánya. | |   |

San Marino a magyarok elleni mérkőzésig, szintén két találkozót játszott a csoportban. Hazai pályán 5–0-ra kaptak ki Hollandiától, majd Svédországban 6–0-ra győzték le őket. A csoportban az utolsó helyet foglalták el a budapesti mérkőzés előtt, –11-es gólkülönbséggel.

| „                                                                  | A magyar csapat olyan erősségű válogatott, mint a svéd. Andy Selva nem fog játszani, az ő pótlása nagyon nehéz lesz a számunkra. | ” |
| – Giampaolo Mazza, a San Marinó-i válogatott szövetségi kapitánya. | |   |

Tabella a mérkőzés előtt
| Csapat       | M | Gy | D | V | G+ | G– | Gk  | P |
| ------------ | - | -- | - | - | -- | -- | --- | - |
| Svédország   | 2 | 2  | 0 | 0 | 8  | 0  | +8  | 6 |
| Hollandia    | 2 | 2  | 0 | 0 | 7  | 1  | +6  | 6 |
| Magyarország | 2 | 1  | 0 | 1 | 2  | 3  | –1  | 3 |
| Moldova      | 2 | 1  | 0 | 1 | 3  | 2  | +1  | 3 |
| Finnország   | 2 | 0  | 0 | 2 | 1  | 4  | –3  | 0 |
| San Marino   | 2 | 0  | 0 | 2 | 0  | 11 | –11 | 0 |

## Keretek
Egervári Sándor, a magyar válogatott szövetségi kapitánya szeptember 27-én jelölte ki huszonegy fős játékoskeretét a két októberi selejtezőre, illetve megnevezte a biztonsági tartalékokat is. A tartalékok: Komlósi Ádám, Varga József. A San Marino-iak tizennyolc játékossal utaztak el Budapestre.
| Magyarország      | Magyarország | Magyarország | Magyarország     |
| Név               | Kor          | Vál./Gól     | Klub             |
| ----------------- | ------------ | ------------ | ---------------- |
| Bogdán Ádám       | 23 éves      | 0 / 0        | Bolton Wanderers |
| Fülöp Márton      | 27 éves      | 21 / 0       | Ipswich Town     |
| Király Gábor      | 34 éves      | 76 / 0       | 1860 München     |
| Gyepes Gábor      | 29 éves      | 26 / 1       | Cardiff City     |
| Juhász Roland     | 27 éves      | 56 / 5       | RSC Anderlecht   |
| Laczkó Zsolt      | 23 éves      | 5 / 0        | Debreceni VSC    |
| Lázár Pál         | 22 éves      | 2 / 0        | Videoton         |
| Lipták Zoltán     | 25 éves      | 3 / 0        | Videoton         |
| Vanczák Vilmos    | 27 éves      | 49 / 1       | Sion             |
| Vermes Krisztián  | 25 éves      | 2 / 0        | Újpest           |
| Czvitkovics Péter | 27 éves      | 2 / 0        | Debreceni VSC    |
| Dzsudzsák Balázs  | 23 éves      | 29 / 2       | PSV Eindhoven    |
| Elek Ákos         | 22 éves      | 4 / 0        | Videoton         |
| Koltai Tamás      | 23 éves      | 2 / 0        | Győri ETO        |
| Koman Vladimir    | 21 éves      | 4 / 1        | Sampdoria        |
| Pintér Ádám       | 22 éves      | 0 / 0        | Real Zaragoza    |
| Vadócz Krisztián  | 25 éves      | 31 / 2       | CA Osasuna       |
| Gera Zoltán       | 31 éves      | 66 / 18      | Fulham           |
| Priskin Tamás     | 24 éves      | 28 / 7       | Ipswich Town     |
| Rudolf Gergely    | 25 éves      | 14 / 2       | Genoa            |
| Szalai Ádám       | 22 éves      | 3 / 0        | FSV Mainz        |

| San Marino             | San Marino | San Marino | San Marino           |
| Név                    | Kor        | Vál./Gól   | Klub                 |
| ---------------------- | ---------- | ---------- | -------------------- |
| Michele Ceccoli        | 36 éves    | 3 / 0      | Libertas             |
| Aldo Simoncini         | 24 éves    | 17 / 0     | Bellaria Igea Marina |
| Nicola Albani          | 29 éves    | 37 / 1     | Murata               |
| Matteo Andreini        | 28 éves    | 20 / 0     | Tre Fiori            |
| Simone Bacciocchi      | 33 éves    | 48 / 0     | Juvenes/Dogana       |
| Giacomo Benedettini    | 28 éves    | 2 / 0      | Tre Fiori            |
| Michele Cervellini     | 22 éves    | 2 / 0      | Juvenes/Dogana       |
| Alessandro Della Valle | 28 éves    | 30 / 0     | Sanvitese            |
| Damiano Vannucci       | 33 éves    | 56 / 0     | Juvenes/Dogana       |
| Fabio Vitaioli         | 26 éves    | 13 / 0     | Sammauro Mare        |
| Maicol Berretti        | 21 éves    | 12 / 0     | Pennarossa           |
| Fabio Bollini          | 27 éves    | 3 / 0      | La Fiorita           |
| Matteo Bugli           | 27 éves    | 17 / 0     | Novasecchiano        |
| Carlo Valentini        | 28 éves    | 37 / 0     | Sammauro Mare        |
| Matteo Vitaioli        | 20 éves    | 11 / 0     | San Marino Calcio    |
| Nicola Ciacci          | 28 éves    | 15 / 1     | Pennarossa           |
| Manuel Marani          | 26 éves    | 22 / 1     | Riccione             |
| Paolo Montagna         | 34 éves    | 40 / 0     | Cosmos               |

 megjegyzés: Az adatok a mérkőzés előtti állapotnak megfelelőek!

## Az összeállítások
| 2010. október 8. 19:00 (UTC+2) |

| Magyarország                                                                    | 8 – 0               | San Marino                              |
| ------------------------------------------------------------------------------- | ------------------- | --------------------------------------- |
| Rudolf 11' 25' Szalai 18' 27' 48' Koman 60' Dzsudzsák 89' Gera 90+3' (11-esből) | (4 – 0) Jegyzőkönyv | Della Valle 43' C. Valentini 38′, 90+2′ |

| Puskás Ferenc Stadion, Budapest Nézőszám: 10 596 Játékvezető: Hannes Kaasik (észt) |

| Magyarország | San Marino |

| MAGYARORSZÁG:        |    |                              |
|                      |    |                              |
| K                    | 1  | Király Gábor                 |
| JV                   | 2  | Vermes Krisztián             |
| V                    | 3  | Vanczák Vilmos               |
| V                    | 4  | Juhász Roland                |
| BV                   | 5  | Laczkó Zsolt                 |
| KKP                  | 6  | Elek Ákos 64'                |
| JKP                  | 11 | Koman Vladimir 60' 79'       |
| KTK                  | 10 | Gera Zoltán 90+3' (11-esből) |
| BKP                  | 7  | Dzsudzsák Balázs 89'         |
| CS                   | 8  | Rudolf Gergely 11' 25'       |
| CS                   | 9  | Szalai Ádám 18' 27' 48' 64'  |
| Cserék:              |    |                              |
| K                    | 12 | Fülöp Márton                 |
| V                    | 13 | Pintér Ádám                  |
| KTK                  | 14 | Koltai Tamás                 |
| JKP                  | 15 | Czvitkovics Péter 79'        |
| KKP                  | 16 | Vadócz Krisztián 64'         |
| V                    | 17 | Gyepes Gábor                 |
| CS                   | 18 | Priskin Tamás 64'            |
| Szövetségi kapitány: |    |                              |
| Egervári Sándor      |    |                              |

| San Marino:          |    |                            |
|                      |    |                            |
| K                    | 1  | Aldo Simoncini             |
| JV                   | 2  | Carlo Valentini 38′, 90+2′ |
| V                    | 3  | Damiano Vannucci           |
| V                    | 4  | Simone Bacciocchi 52'      |
| V                    | 5  | Alessandro Della Valle 43' |
| BV                   | 6  | Fabio Vitaioli             |
| JKP                  | 7  | Maicol Berretti            |
| KKP                  | 8  | Fabio Bollini 84'          |
| KKP                  | 9  | Paolo Montagna             |
| BKP                  | 10 | Manuel Marani              |
| CS                   | 11 | Matteo Vitaioli 77'        |
| Cserék:              |    |                            |
| K                    | 12 | Michele Ceccoli            |
| V                    | 13 | Matteo Andreini            |
| V                    | 14 | Giacomo Benedettini        |
| V                    | 15 | Nicola Albani 52'          |
| CS                   | 16 | Nicola Ciacci              |
| V                    | 17 | Michele Cervellini 84'     |
| KP                   | 18 | Matteo Bugli 77'           |
| Szövetségi kapitány: |    |                            |
| Giampaolo Mazza      |    |                            |

## A mérkőzés
A kezdő sípszóra tízezernél kicsivel több néző gyűlt össze a Puskás Ferenc Stadionban. A magyar válogatott a 11. percben szerezte meg a vezetést, Rudolf Gergely fejesgóljával. A 18. percben Szalai Ádám egy szöglet után fejelt a kapuba. A 25. percben már három gólos volt a magyar előny, Rudolf a kapust is kicselezve lőtt a hálóba. A középkezdés után nem sokkal Szalai is meglőtte második találatát a mérkőzésen. A szünetben 4–0-ra vezetett a magyar válogatott. A második félidő elején Szalai ott folytatta, ahol abbahagyta a félidő előtt. A 48. percben mesterhármast ért el. A 60. percben Koman Vladimir is feliratkozott a góllövők közé. Ezután visszavett a hazai csapat, a következő gólra a 89. percig kellett várni. Ekkor Dzsudzsák Balázs lőtt jobb lábbal védhetetlenül a kapuba. A hosszabbításban tizenegyeshez jutott a magyar csapat. A büntetőt Gera Zoltán magabiztosan értékesítette, ezzel beállította a 8–0-s végeredményt.

| „                 | Reális eredmény született, Magyarország ennyivel jobb nálunk. Megköszönöm a játékosoknak, akik nem profik, hogy mindent megtettek a mai mérkőzésen, ami tőlük telt. Úgy gondolom, ha Magyarország így játszik tovább, az Európa-bajnokságra is kijuthat. | ” |
| – Giampaolo Mazza | |   |

| „                 | Nagyon szép gólok születtek, örülünk az eredménynek. Most kicsit ünnepelhetünk, de nem szeretném, ha bárki túlzottan is elbízná magát. Megtisztelő, hogy az ellenfél kapitánya úgy véli, kijuthatunk az Európa-bajnokságra, de reálisan kell látni a helyzetet. Magyarország a negyedik kalapból került ebbe a csoportba, ha ehhez képest előrébb lépünk, már boldogok lehetünk. Annak nagyon örülök, hogy összeállt egy remek csatársor. Rudolf Gergely és Szalai Ádám játékával maximálisan elégedett voltam. Nagyon jó, ha ennyire rá tudjuk erőltetni a játékunkat az ellenfélre, de ez Finnország ellen bizonyára sokkal nehezebb lesz.” | ” |
| – Egervári Sándor | |   |

Legutóbb szintén San Marino ellen ért el mesterhármast labdarúgó a magyar válogatottban, 2002. október 16-án Gera Zoltán a Megyeri úton triplázott Eb-selejtezőn.
További eredmények
| 2010. október 8. | Moldova | 0 – 1 | Hollandia |

Tabella a mérkőzés után
| Csapat       | M | Gy | D | V | G+ | G– | Gk  | P |
| ------------ | - | -- | - | - | -- | -- | --- | - |
| Hollandia    | 3 | 3  | 0 | 0 | 8  | 1  | +7  | 9 |
| Svédország   | 2 | 2  | 0 | 0 | 8  | 0  | +8  | 6 |
| Magyarország | 3 | 2  | 0 | 1 | 10 | 3  | +7  | 6 |
| Moldova      | 3 | 1  | 0 | 2 | 3  | 3  | 0   | 3 |
| Finnország   | 2 | 0  | 0 | 2 | 1  | 4  | –3  | 0 |
| San Marino   | 3 | 0  | 0 | 3 | 0  | 19 | –19 | 0 |

## Örökmérleg a mérkőzés után
| Magyarország | :         | San Marino |
| ------------ | --------- | ---------- |
| 3            | Győzelem  | 0          |
| 0            | Döntetlen | 0          |
| 16           | Gólok     | 0          |
| 9/9          | Pontok    | 0/9        |
| 100          | %         | 0          |